# Segundo gobierno de Israel
El segundo gobierno de Israel (en hebreo: מֶמְשֶׁלֶת יִשְׂרָאֵל הַשְׁנִיָּה‎, translit. Memshelet Yisra'el HaShniya) se formó durante la primera Knéset. David Ben-Gurión intentó de formar un gobierno minoritario compuesto por el Mapai y las Comunidades Sefardim y Oriental, el 17 de octubre, pero no fue aprobado por la Knéset. Dos días después, el presidente Jaim Weizmann consultó al líder del Partido Progresista, Pinchas Rosen, para formar un gobierno, pero Ben-Gurión finalmente logró hacerlo, el 1 de noviembre de 1950. Los asociados de la coalición fueron los mismos que en el primer gobierno: Mapai, Frente Unido Religioso, Partido Progresista, Comunidades Sefardim y Oriental y la Lista Democrática de Nazaret. 
Hubo una ligera reorganización en el gabinete: David Remez dejó la cartera de Educación por el ministerio de Transporte, en sustitución de Zalman Shazar (que quedó fuera del nuevo gabinete); Yosef Dov Remez asumió la cartera de Transporte, mientras que Pinjas Lavon lo reemplazó en la de Agricultura; y Yaakov Geri fue nombrado Ministro de Industria y Comercio, a pesar de no ser un miembro de la Knéset. También hubo un nuevo viceministro en el Ministerio de Transporte.
El gobierno dimitió el 14 de febrero de 1951 después de que la Knéset rechazara las propuestas de David Remez sobre el registro de los niños en edad escolar. Las nuevas elecciones se celebraron el 30 de julio de 1951.
| Gabinete                                                               | Gabinete               | Gabinete                        |
| Puesto                                                                 | Persona                | Partido                         |
| ---------------------------------------------------------------------- | ---------------------- | ------------------------------- |
| Primer ministro Ministro de Defensa                                    | David Ben-Gurión       | Mapai                           |
| Ministro de Agricultura                                                | Pinjas Lavon           | Mapai                           |
| Ministro de Educación y Cultura                                        | David Remez            | Mapai                           |
| Ministro de Relaciones Exteriores                                      | Moshe Sharett          | Mapai                           |
| Ministro de Finanzas                                                   | Eliezer Kaplan         | Mapai                           |
| Ministro de Salud Ministro de Inmigración Ministro de Asuntos Internos | Haim-Moshe Shapira     | Frente Unido Religioso          |
| Ministro de Justicia                                                   | Pinjas Rosen           | Partido Progresista             |
| Ministro de Trabajo y Seguridad Social                                 | Golda Meir             | Mapai                           |
| Ministro de Policía                                                    | Bechor-Shalom Sheetrit | Comunidades Sefardim y Oriental |
| Ministro de Religiones y Víctimas de Guerra                            | Yehuda Leib Maimon     | Frente Unido Religioso          |
| Ministro de Industria y Comercio                                       | Yaakov Geri            | Independiente                   |
| Ministro de Transporte                                                 | Dov Yosef              | Mapai                           |
| Ministro de Bienestar                                                  | Yitzhak-Meir Levin     | Frente Unido Religioso          |
| Viceministro de Transporte de Israel                                   | Reuven Sheri           | Mapai                           |